# جولیان روندا
جولیان روندا کاناوراس (کارپنتراس، فرانسه، ۷ ژوئن ۱۹۷۱ - پالما د مایورکا، ۱۹ سپتامبر 2015) یک فوتبالیست اسپانیایی متولد فرانسه بود که به عنوان مدافع بازی می‌کرد. او دوران حرفه‌ای خود را در تیم ذخیره مایورکا در لیگ دسته دوم اسپانیا (B) آغاز کرد. پس از دو فصل، او به تیم اول منتقل شد و چهار فصل در لیگ دسته دوم بازی کرد. در تابستان ۱۹۹۶ او برای نومانسیا، دوباره در دسته دوم B، بازی کرد و به دسته بالاتر صعود کرد. او بعداً با باشگاه دپورتیوو لگانس قرارداد امضا کرد و شش فصل دیگر در لیگ دسته دوم بازی کرد و یکی از کاپیتان‌های این باشگاه بود. او دوران حرفه‌ای خود را در باشگاه فوتبال اوریهوئلا سی‌اف به پایان رساند. او در ۱۹ سپتامبر ۲۰۱۵ در حالی که برای باشگاه رئال دپورتیوو مایورکا در یک مسابقه پیشکسوتان بازی می‌کرد، درگذشت. او مربی تیم آلارو در لیگ دسته سوم بود.